# Duck Lake (Ontario)
Duck Lake är en sjö i Algoma District i provinsen Ontario i den sydöstra delen av Kanada, 600 km väster om huvudstaden Ottawa. Duck Lake ligger 236 meter över havet.